# Lâu đài Mikulov
Lâu đài Mikulov là một lâu đài theo phong cách Baroque tọa lạc tại thị trấn Mikulov ở Nam Moravia, Cộng hòa Séc, gần biên giới với Áo. Lâu đài nằm trên một ngọn đồi đá có tên là Pavlovské vrchy và là một trong những địa danh nổi tiếng của thành phố. Đây là nơi diễn ra các triển lãm thường trực về rượu vang của Bảo tàng Khu vực Mikulov hay các sự kiện văn hóa như lễ hội rượu vang truyền thống hằng năm.

## Lịch sử
Theo các cuộc khảo cổ, một tòa nhà bằng gỗ đã được dựng trên đỉnh đồi suốt thế kỷ 11 - 12 với nhiệm vụ bảo vệ biên giới Morava - Áo. Sau khi pháo đài ban đầu bị thiêu rụi, một lâu đài bằng đá theo phong cách Baroque đã được xây dựng trong thời kỳ Přemysl trên vùng đất của người Slav cổ. Lần đầu tiên lâu đài được ghi chép trong lịch sử là vào năm 1249, khi vua Ottokar II của nhà Přemysl tặng nó cho Henry I của Liechtenstein. Kể từ đó, tòa lâu đài thuộc về nhà Lichtenštejnové cho đến năm 1560 và được cải tạo lại theo phong cách Gothic.
Đến thế kỷ 16, nhà Lichtenštejnové gặp khó khăn về kinh tế, Christopher IV buộc phải bán lâu đài lại cho một quý tộc người Hungary Ladislav Kereczenyi vào năm 1560. Sau khi sở hữu tòa lâu đài, Kereczenyi đã cho tái thiết lại rất nhiều phần của lâu đài theo phong cách Phục hưng. Năm 1566, Kereczenyi đã bị quân Ottoman bắt giữa và xử tử trong một cuộc tấn công vào Gyula. Sau cái chết của gia đình Kereczenyi, toàn bộ lâu đài và trang viên đã được chuyển giao quyền quản lý cho Hoàng đế.
Năm 1575, Hoàng đế Rudolf II đã tặng toàn bộ trang viên cho Adam của Dietrichstein. Kể từ đây, tòa lâu đài thuộc quyền sở hữu của nhà Dietrichstein cho đến năm 1945. Tòa lâu đài tiếp tục trải qua nhiều cuộc tái thiết và đỉnh cao là vào thời kỳ Hồng y Francis, hoàng tử của Dietrichstein (1570–1636). Người kế vị của Francis là Maximilian đã đặt một thùng rượu vang khổng lồ dưới hầm chứa của lâu đài. Thùng rượu này chứa được khoảng 1.014 hêctôlít (22.300 gal Anh; 26.800 gal Mỹ) rượu, khiến nó trở thành thùng rượu lớn nhất Trung Âu. Chiếc thùng khổng lồ này vẫn còn tồn tại cho đến ngày nay và là một ví dụ về kỹ năng của những người thợ mộc thời đó.
Năm 1645, lâu đài Mikulov bị quân đội Thụy Điển chinh phục. Họ đã cướp bóc nhiều nơi trong thị trấn, đem phần lớn sách trong thư viện lâu đài về Thụy Điển. Vào cuối thế kỷ 17, một cuộc tái thiết lâu đài quy mô lớn được diễn ra. Hoàng tử Ferdinand của Dietrichstein đã cho xây dựng lại lâu đài theo phong cách Baroque. Đến năm 1719, toàn bộ lâu đài bị thiêu rụi trong biển lửa mà đến ngày nay vẫn không rõ nguyên nhân. Tuy nhiên Dietrichstein vẫn quyết định xây dựng tòa lâu đài. Kiến trúc sư chính của toàn bộ công trình tái thiết là Christian Alexander Oedtl.
Năm 1805, Napoléon Bonaparte đã chọn lâu đài Mikulov làm địa điểm đàm phán các hiệp ước hòa bình giữa đế quốc Pháp và Áo. Ngày 26 tháng 7 năm 1866, sau sự thất bại của quân Áo trong trận Sadová, một hiệp định đình chiến giữa Áo và Phổ đã được ký kết tại lâu đài, được gọi là "hiệp định đình chiến Mikulov". Trong thế kỷ 19, vẫn có những sửa đổi diễn ra trong lâu đài, nhưng chỉ là những thay đổi nhỏ, không ảnh hưởng đến kiến trúc tổng thể.
Sự phát triển kiến trúc và kiến trúc của lâu đài đánh dấu sự kết thúc của Thế chiến II. Ngày 22 tháng 4 năm 1945, lâu đài bị thiêu rụi, đến nay vẫn chưa xác định được hoàn cảnh chính xác của vụ cháy. Trong chiến tranh, bộ sưu tập nhân chủng học từ Bảo tàng Moravské zemské đã được chuyển đến Lâu đài Mikulov với mục đích bảo quản an toàn. Nhiều khám phá quan trọng nhất từ Předmostí u Přerova, Dolní Věstonice và các hang động Mladeč đã bị ngọn lửa thiêu rụi. Tuy nhiên, chỉ hai năm sau, Hiệp hội trùng tu lâu đài Mikulov được thành lập, góp phần đáng kể vào việc xây dựng mới khu phức hợp lâu đài. Tác giả cho kiến trúc lâu đài hiện tại là kiến trúc sư người Brno Otakar Oplatek.
Ngày nay, tòa lâu đài được sử dụng như một bảo tàng triển lãm rượu vang và tổ chức các sự kiện văn hóa truyền thống. Vào tháng 8 năm 2007, do thời tiết mưa nhiều, một hang động đã được phát hiện nằm dưới sân lâu đài.

## Hình ảnh

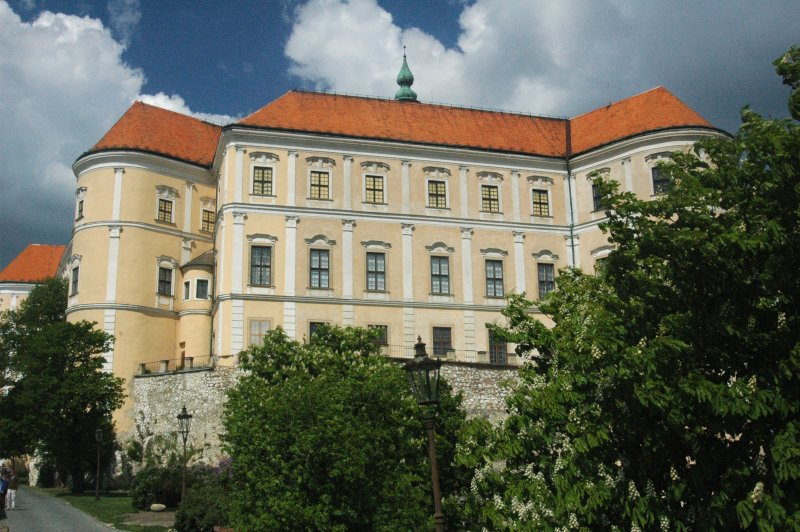
Mặt tiền phía nam của lâu đài
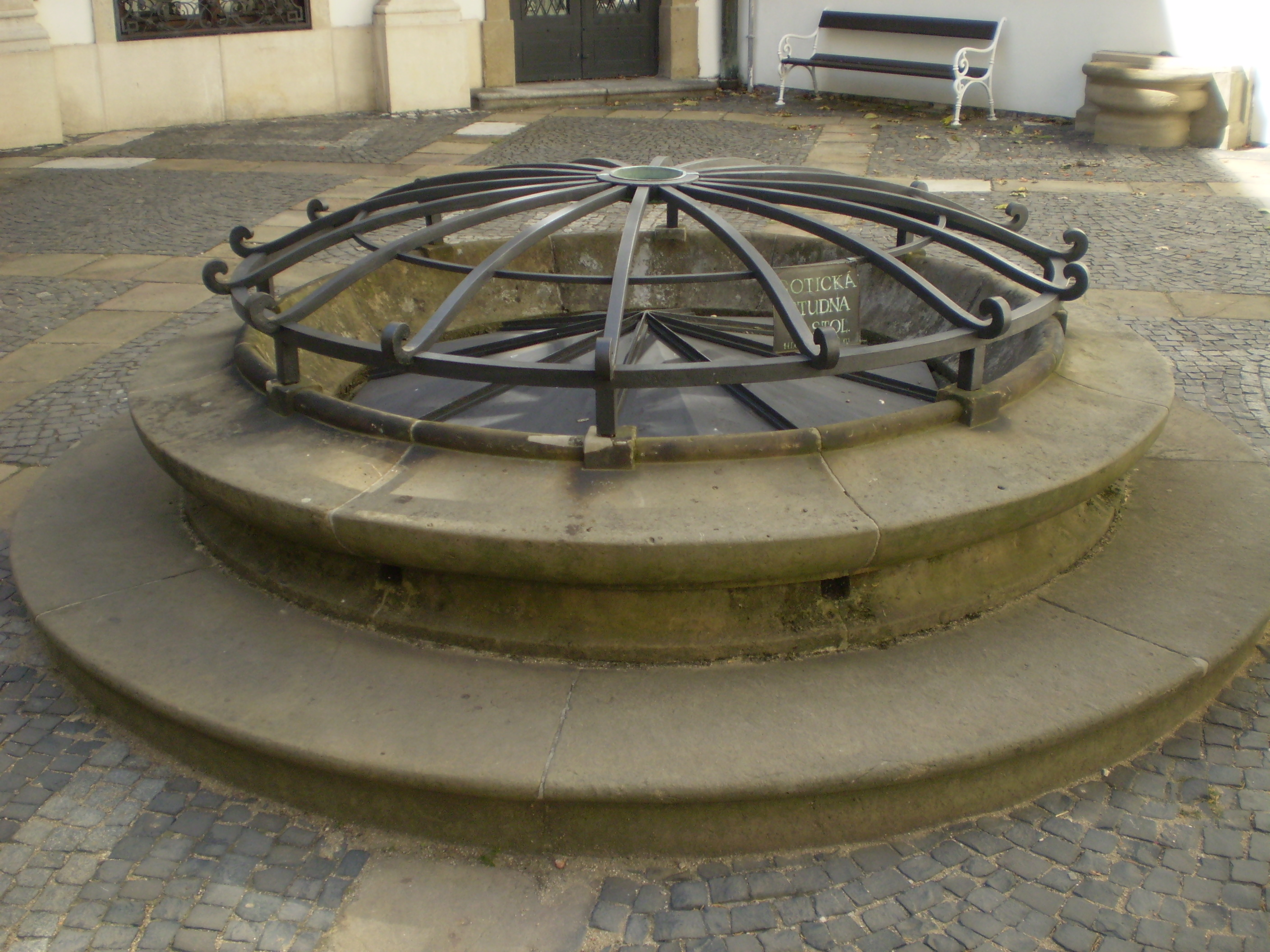
Giếng Gothic trong sân của lâu đài từ thế kỷ 13, độ sâu lên đến 50 mét
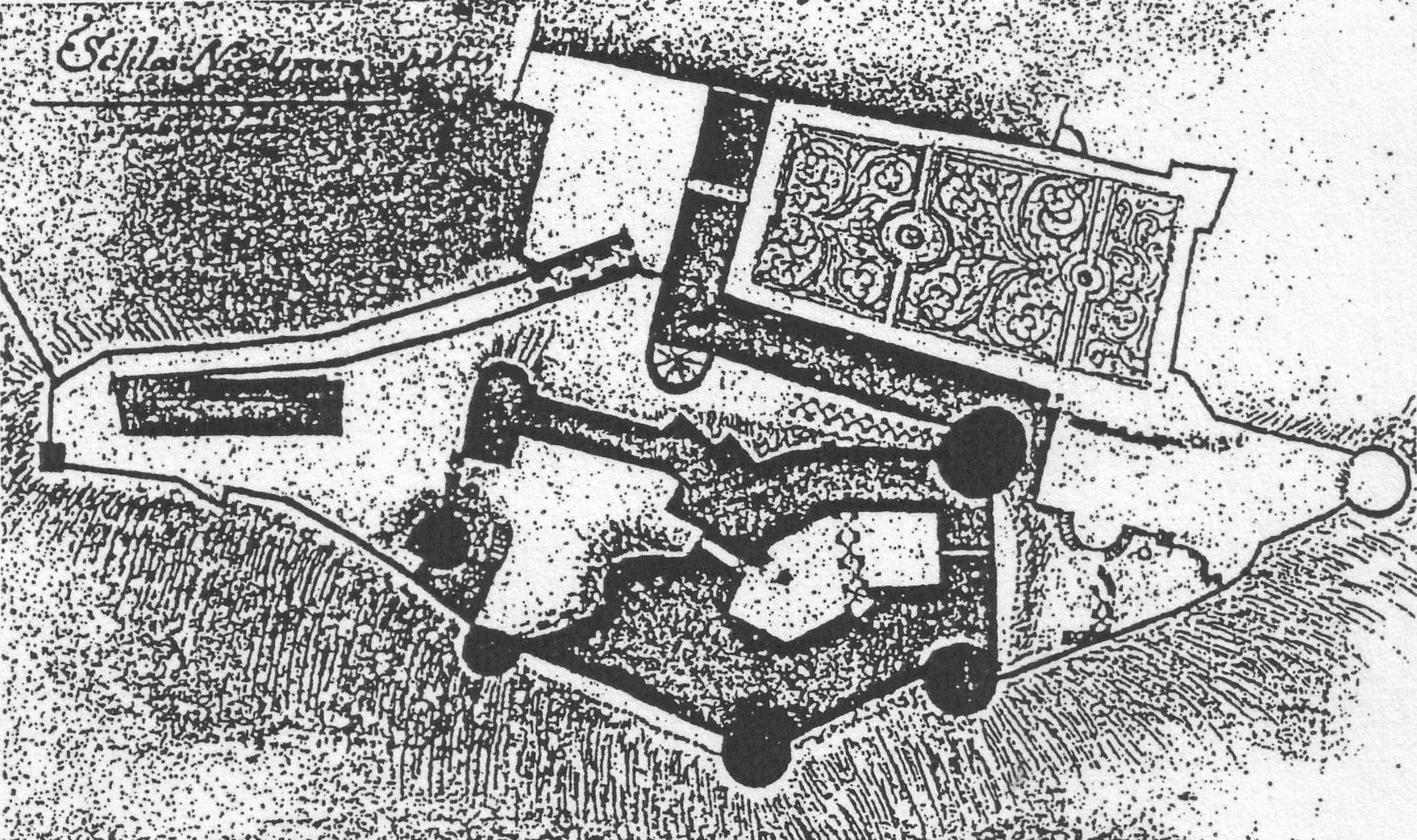
Sơ đồ lâu đài vào thế kỷ 18
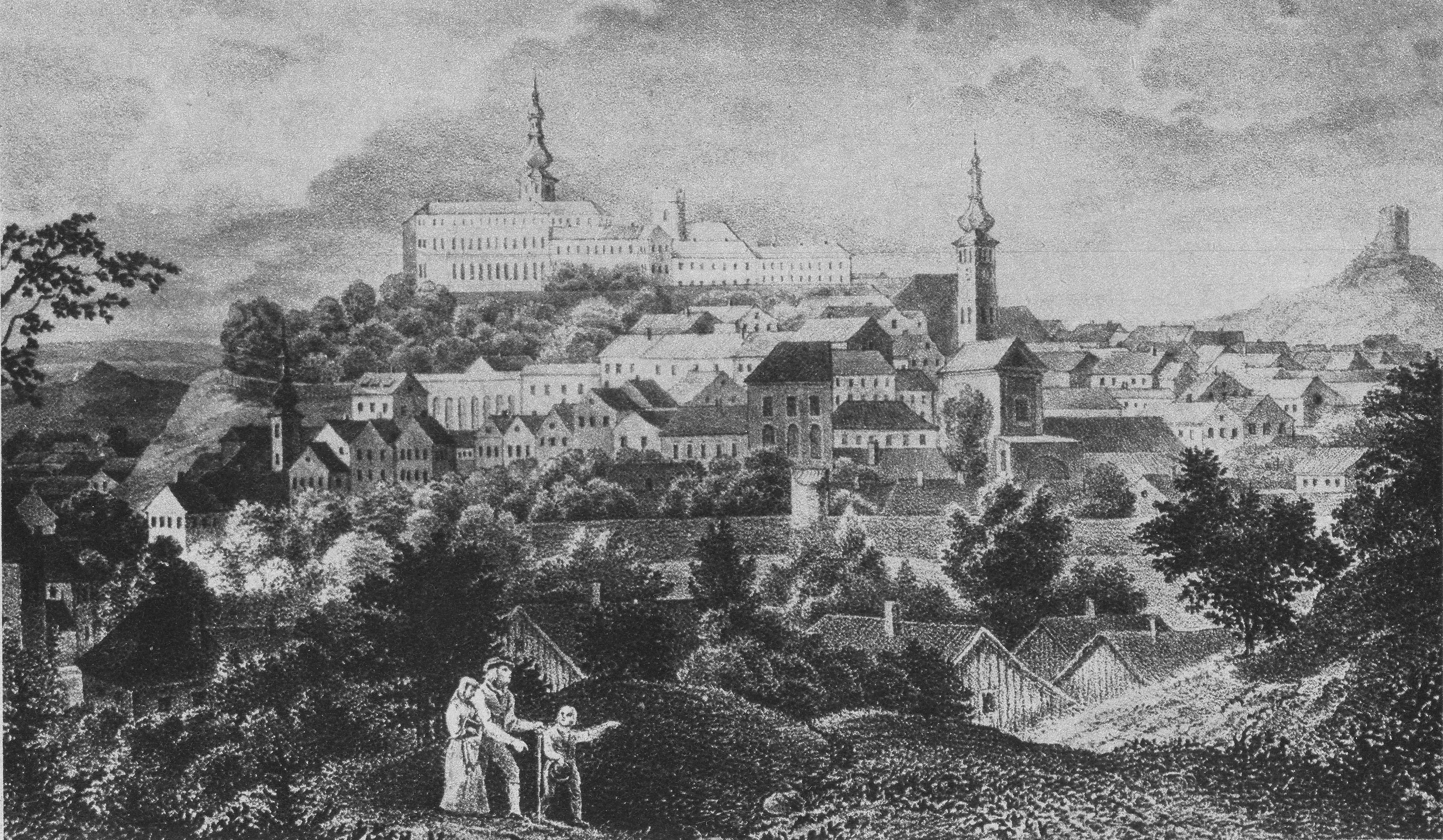
Bức khắc của František Alexandr Heber vào năm 1848 mô tả lại tòa lâu đài
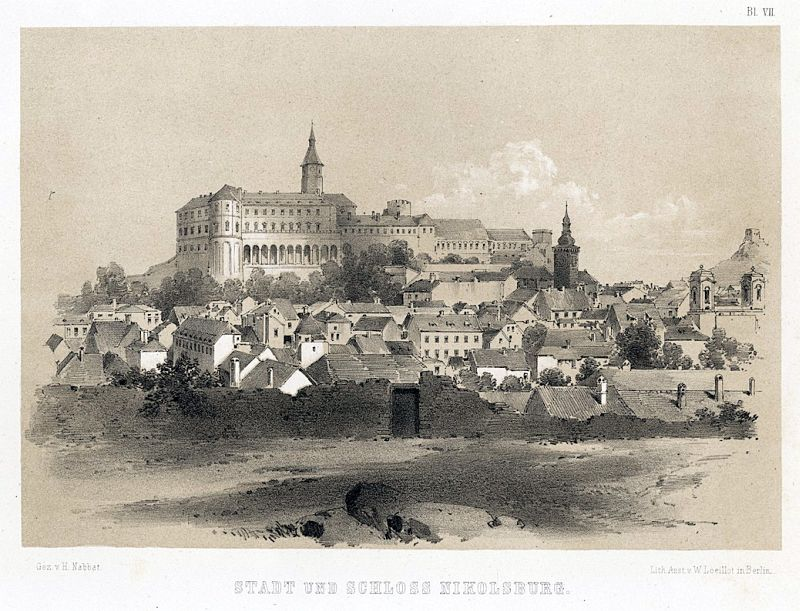
Tác phẩm thạch bản năm 1868 của H. Nabbath về Mikulov